# رکاب‌زنان کوهستان
نبرد پدال‌ها (ژاپنی: 弱虫ペダル هپبورن: Yowamushi Pedaru) که در ایران با نام رکاب‌زنان کوهستان دوبله و پخش شده، یک مجموعه مانگای ژاپنی است که توسط واتارو واتانابه نوشته و تصویرسازی شده‌است. پویانمایی «نبرد پدال‌ها» با موضوع ورزشی، نگاه خاص و متفاوتی نسبت به ورزش دوچرخه‌سواری دارد. نخستین انتشار این مانگا در سال ۲۰۰۸ میلادی و در شمارهٔ دوازدهم ماهنامهٔ شونن چمپین از انتشارات آکیتا شوتن بود، و تا ژانویه ۲۰۲۴، فصل‌های آن در ۸۸ جلد تانکوبون جمع‌آوری شده‌اند.
بر پایه نسخه مانگا ۵ فصل مجموعه تلویزیونی انیمه تولید شده و در مجموع ۱۱۲ قسمت دارد؛ فصل پنجم این انیمهٔ سریالی با نام "Yowamushi Pedal LIMIT BREAK" در اکتبر ۲۰۲۲ (مهر ۱۴۰۱) به پخش رفت. این انیمه در سال ۲۰۱۵میلادی برنده جایزه بهترین مانگا شونن شد. این جایزه به بهترین انیمه داده می‌شود که مخاطبان آن معمولاً پسران ۸ تا ۱۸ سال هستند؛ این انیمه فصل ۵ آن در اکتبر ۲۰۲۲ میلادی در شبکه ان‌اچ‌کی ژاپن پخش شد و به گفته کارگردان این انیمه که در توییت گفته این نبردی بین اونودا و مانامی است.

## داستان
داستان این مجموعه پیرامون ماجراهای پسر نوجوانی با اعتماد به نفس کم بوده که علاقهٔ زیادی به انیمه داشته اما از استعدادش در دوچرخه سواری خبر ندارد؛ او به‌طور ناخواسته به دعوت دوستش وارد باشگاه دوچرخه‌سواری مدرسه شده و زندگی جدیدی را شروع می‌کند.
در فصل اول، اونودا ساکامیچی شخصیت اصلی این داستان، از طریق دوستش ناروکو شوکیچی، با ورزش دوچرخه سواری آشنا می‌شود و هر دو عضو باشگاه سوهوکو می‌شوند ؛ در فصل دوم (به نام سودای صعود) اونودا و ناروکو پس از تلاش بسیار موفق می‌شوند جزء ۶ بازیکن اصلی سوهوکو شوند و در مسابقات تابستانهٔ جاده‌ای شرکت می‌کنند. تیم سوهوکو در این مسابقه موفق می‌شود که پس از سال‌ها قهرمانی را از تیم هاکونه بگیرد و قهرمان شود. اونودا در این مسابقه اول شده و مانامی سال اولی هاکونه را شکست می‌دهد.
در فصل سوم (نسل جدید) کینجو شینگو کاپیتان سال قبل سوهوکو، کاپیتانی سوهوکو را به تشیما جونتا واگذار می‌کند و همراه ۲ نفر از بازیکنان سال قبل سوهوکو فارغ‌التحصیل می‌شود. تشیما کاپیتان جدید سوهوکو و دوست صمیمی اش آئویاگی هاجیمه، سوهوکوی جدید را به کمک سال دومی‌ها احیا می‌کنند.
در فصل چهارم (مسیر افتخار) دوباره مسابقه تابستانه جاده ای برگزار می‌شود. تیم هاکونه با بازیکنان جدیدی که جذب کرده می‌خواهد انتقام سال گذشته را بگیرد ؛در این فصل تا روز دوم مسابقات بیشتر مسابقات را تیم هاکونه می‌برد؛ ولی روز سوم از ادامهٔ داستان قبلی شروع می‌شود. در آنجا نبردی سخت رخ می‌دهد اما سر انجام برندهٔ آن مسابقه انودا ساکامیچی از تیم سوهوکو می‌شود.
تمام سینمایی‌های نبرد پدال‌ها:
Yowamushi pedal re: ride
Yowamushi pedal re: road
Yowamushi pedal the movie
Yowamushi pedal spare bike
Yowamushi pedal re: generation

## تاریخچه
اولین سری از این سریال در سال ۲۰۱۳ بر اساس سری داستان‌های مصور (مانگا) واتارو واتانابه که در سال ۲۰۰۸ انتشار پیدا کرده بود در ۳۸ قسمت ساخته شد. پس از انتشار سری کتاب‌های مصور دیگر، مجموعه‌های دیگری نیز در دست تولید قرار گرفت. تاکنون ۵ سری از این داستان تولید شده که در مجموع ۱۱۲ قسمت است و براساس همین داستان، تاکنون چندین پویا نمایی تولید شده‌است.